# Marquesat d'Ariza
El marquesat d'Ariza és un títol nobiliari espanyol creat el 1381 per Felip III de Castella. Fa referència a Ariza, a la província de Saragossa.
L'origen està en la senyoria sobre l'estat i vila d'Ariza, que el 31 de març de 1381 va ser venut per Pere el Cerimoniós a Guillem de Palafox, els descendents dels quals van anar ampliant i enriquint. El títol va concedit el 17 d'agost de 1611 a Francisco de Palafox y Perellós, senyor de les baronies de Casp, Benissa, Cotes i Altea. El 1721 va obtenir la categoria de Grandesa d'Espanya, en la persona del V marquès, Juan Antonio de Palafox y Zúñiga, almirall d'Aragó. La mort sense descendència de María Elena de Palafox va provocar que el títol passés a Andrés Avelino de Arteaga, i en endavant a la casa del duc d'El Infantado.
| Núm. | Titular                              | Període   |                     | Ref.        |
| ---- | ------------------------------------ | --------- | ------------------- | ----------- |
| 1    | Francisco de Palafox y Perellós      | 1611-1613 | Primer titular      | [ 1 ] [ 3 ] |
| 2    | Jaime de Palafox y Perellós          | 1613-1625 | Germà de l'anterior | [ 1 ] [ 3 ] |
| 3    | Juan Francisco de Palafox y Blanes   | 1625-1675 | Fill de l'anterior  | [ 1 ] [ 3 ] |
| 4    | Francisco de Palafox y Cardona       | 1675-1696 | Fill de l'anterior  | [ 1 ] [ 3 ] |
| 5    | Juan Antonio de Palafox y Zúñiga     | 1696-1725 | Fill de l'anterior  | [ 1 ] [ 3 ] |
| 6    | Joaquín de Palafox y Centurión       | 1725-1775 | Fill de l'anterior  | [ 1 ] [ 3 ] |
| 7    | Fausto de Palafox y Pérez de Guzmán  | 1775-1788 | Fill de l'anterior  | [ 1 ] [ 3 ] |
| 8    | Vicente María de Palafox y Silva     | 1788-1820 | Fill de l'anterior  | [ 1 ] [ 3 ] |
| 9    | María Elena de Palafox y Silva       | 1820-1849 | Filla de l'anterior | [ 1 ] [ 3 ] |
| 10   | Andrés Avelino de Arteaga y Palafox  | 1849-1865 | Nebot de l'anterior | [ 1 ] [ 3 ] |
| 11   | Andrés Avelino de Arteaga y Silva    | 1865-1912 | Fill de l'anterior  | [ 1 ] [ 3 ] |
| 12   | Joaquín Ignacio de Arteaga y Echagüe | 1912-1951 | Fill de l'anterior  | [ 1 ] [ 3 ] |
| 13   | Íñigo de Arteaga y Falguera          | 1951-1997 | Fill de l'anterior  | [ 1 ] [ 3 ] |
| 14   | Íñigo de Arteaga y Martín            | 1997-2016 | Fill de l'anterior  | [ 1 ] [ 3 ] |
| 15   | Iván de Arteaga y del Alcázar        | 2016-Avui | Fill de l'anterior  | [ 1 ] [ 3 ] |